# Ausfeldt Kristóf
Ausfeldt Kristóf (németül: Johann Christoph Ausfeldt ?, 1652 k. – Bécs, 1715) német származású orvos.

## Élete
Altenburgi udvari orvos volt 1662 táján, később II. Lipót császár a török végeken táborozó hadak orvosává nevezte ki. Végül 1703-ban Szegeden telepedett le, ahol a város főorvosa lett. A török uralom megszűnte után berendezte a legelső magyar gyógyszertárat. Kiemelkedő szerepet vitt az 1709-es szegedi pestisjárvány leküzdésében. 4 év múlva a császár az osztrák fővárosba hívta ugyanezen okokból. Több mint 70 évesen hunyt el.

## Művei
- Relatio medica de peste urbis Szegedinae in Hungaria an. 1708. saeviente, ad. incl. caesareum consilium bellicum anno eodem Szegedino transmissa. (Viennae, 1708.)
- Ausführlicher Bericht, wie das anjetzo 1713. in Wien, vor und in der Stadt grassirende Contagion… (Wien, 1713.)

Orvosi cikkei megjelentek a Miscellanea Physico-Medica című gyűjteményben.